# Help Wanted
Help Wanted er en amerikansk stumfilm fra 1915 af Hobart Bosworth.

## Medvirkende
- Hobart Bosworth som Jerrold D. Scott
- Lillian Elliott som Mrs. Meyers
- Adele Farrington som Mrs. Jerrold Scott
- Lois Meredith som Gertie Meyers
- Owen Moore som Jack Scott